# Liparis suborbicularis
Liparis suborbicularis är en orkidéart som beskrevs av Victor Samuel Summerhayes. Liparis suborbicularis ingår i släktet gulyxnen, och familjen orkidéer. Inga underarter finns listade i Catalogue of Life.